# Ranny w lesie
Ranny w lesie – polski film wojenny z 1963 roku na podstawie powieści Witolda Zalewskiego.

## Fabuła
Oddział partyzancki Armii Krajowej znajduje się w okrążeniu, z którego stara się wydostać. Raniony w rękę kapral „Koral” otrzymuje zadanie przebicia się wraz z pozostałymi rannymi, wśród których jest nieprzytomny porucznik „Brzoza” - oficer znający bardzo ważny meldunek z dowództwa....

## Obsada
- Józef Duriasz − porucznik „Brzoza”
- Daniel Olbrychski − kapral „Koral”
- Stefan Friedmann − strzelec „Maciek”
- Michaj Burano − strzelec „Apollo”
- Władysław Badowski − major, dowódca zgrupowania (postać dubbingowana przez Ignacego Machowskiego)
- Henryk Hunko − strzelec „Sierota”
- Zdzisław Karczewski − starszy sierżant „Kulawy”
- Tadeusz Kosudarski − strzelec „Babinicz”
- Gustaw Lutkiewicz − plutonowy „Aprilus”
- Jerzy Nasierowski − strzelec „Jastrząb”
- Ludwik Pak − strzelec „Wiatrak”
- Lilianna Krupska − „Olga”, łącznicka oddziału
- Józef Para − podporucznik „Rzeczny”
- Adam Pawlikowski − porucznik „Ćwiek”
- Zdzisław Lubelski − „Bocian”, partyzant spotkany w lesie
- Zdzisław Szymański − „Mruk”, partyzant spotkany w lesie
- Mieczysław Stoor − „Goły”[2], partyzant spotkany w lesie
- Teresa Nasfeter − Ewka, dziewczyna ze wsi pomagająca „Maćkowi”
- Bogusław Sochnacki − drwal, podejrzany o szpiegostwo